# Actinote leontine
Actinote leontine is een vlinder uit de familie van de Nymphalidae. De wetenschappelijke naam van de soort is voor het eerst geldig gepubliceerd in 1890 door Gustav Weymer.